# 1951 في المملكة المتحدة
فيما يلي قوائم الأحداث التي وقعت خلال عام 1951 في المملكة المتحدة.

## سياسة

### تعيين في المنصب
- 9 مارس – إرنست بفين اللورد أمين الختم الكنيف [الإنجليزية]‏.
- 19 أكتوبر – برنارد فريبيرغ عضو مجلس اللوردات.
- 26 أكتوبر – كليمنت أتلي زعيم معارضة.
- 26 أكتوبر – ونستون تشرشل رئيس وزراء المملكة المتحدة،وزير الدفاع [الإنجليزية]‏.

### انتهاء فترة المنصب
- 9 مارس – إرنست بفين وزير الدولة للشؤون الخارجية وشؤون الكومنولث [الإنجليزية]‏،اللورد أمين الختم الكنيف [الإنجليزية]‏.
- 23 أبريل – هارولد ويلسون رئيس مجلس التجارة [الإنجليزية]‏.
- 26 أكتوبر – كليمنت أتلي رئيس وزراء المملكة المتحدة.
- 26 أكتوبر – ونستون تشرشل زعيم معارضة.

## رياضة
- 1 يناير – بطولة ويمبلدون 1951
- 14 يوليو – جائزة بريطانيا الكبرى 1951 الفائز خوسيه فرويلان غونزاليس.

## ظهور
- 1 يناير – باونتي

## أفلام
من الأفلام التي صدرت هذه السنة في المملكة المتحدة:
- 1 يناير – الملكة الإفريقية من إخراج جون هيوستن.
- 1 يناير – رحلة السيد هولاند من إخراج تشارلز كريتون [الإنجليزية]‏.

## كتب
من الكتب التي صدرت هذه السنة في المملكة المتحدة:
- 1 يناير – المضطهد وقصص أخرى من تأليف أجاثا كريستي.
- 5 مارس – لقاء في بغداد من تأليف أجاثا كريستي.

## مواليد

### يناير
- 1 يناير – أليسون وير مؤرخة بريطانية.
- 1 يناير – كارول بيرتش
- 9 يناير – ستيوارت ووكر لاعب كرة قدم إنجليزي.
- 30 يناير – فيل كولنز

### فبراير
- 7 فبراير – إدي كيلي لاعب كرة قدم اسكتلندي.
- 14 فبراير – كيفن كيغان لاعب كرة قدم إنجليزي.
- 15 فبراير – جين سيمور
- 20 فبراير – جوردون براون
- 20 فبراير – فيل نيل لاعب كرة قدم إنجليزي.
- 23 فبراير – إيان سومرفيل

### مارس
- 3 مارس – تريفور أندرسون لاعب كرة قدم أيرلندي.
- 4 مارس – كيني دالغليش لاعب ومدرب كرة قدم اسكتلندي.

### أبريل
- 7 أبريل – جون وارد
- 10 أبريل – كورك بالينغتون متسابق دراجات نارية جنوب أفريقي.

### مايو
- 27 مايو – جون كونتيه ملاكم من المملكة المتحدة.

### يونيو
- 8 يونيو – بوني تايلور مغنية.
- 10 يونيو – تيري سميث لاعب كرة قدم إنجليزي.
- 15 يونيو – تشارلز آر ألكوك
- 27 يونيو – ماري ماك أليس

### يوليو
- 1 يوليو – مارتين إنديك دبلوماسي أمريكي.
- 17 يوليو – أندرو روباثان سياسي بريطاني.
- 20 يوليو – جيف راولي ممثل بريطاني.
- 28 يوليو – راي كينيدي لاعب كرة قدم.
- 29 يوليو – سوزان بلاكمور

### أغسطس
- 10 أغسطس – تيم وود
- 17 أغسطس – آلان مينتر ملاكم من المملكة المتحدة.
- 19 أغسطس – جون ديكون
- 30 أغسطس – بيتر ويث لاعب كرة قدم إنجليزي.

### سبتمبر
- 14 سبتمبر – دنكن هالداين
- 30 سبتمبر – سيمون وايت عالم فلك بريطاني.

### أكتوبر
- 2 أكتوبر – ستينغ
- 23 أكتوبر – ديفيد جونسون لاعب كرة قدم إنجليزي.

### ديسمبر
- 8 ديسمبر – تيري مكديرموت لاعب كرة قدم إنجليزي.
- 15 ديسمبر – جوي جوردان لاعب ومدرب كرة قدم اسكتلندي.
- 21 ديسمبر – ستيفي بيريمان لاعب كرة قدم إنجليزي.

## وفيات

### يناير
- 1 يناير – ألبرت بولوك (مواليد 1884) لاعب كرة قدم إنجليزي.
- 1 يناير – جايمس غيبسون (مواليد 1877) رائد أعمال من المملكة المتحدة.
- 6 يناير – هربرت سميث (مواليد 1877) لاعب كرة قدم.
- 16 يناير – إديث هانام (مواليد 1878) لاعبة كرة مضرب بريطانية.
- 21 يناير – هيلين أميرة أورليان (مواليد 1871)

### فبراير
- 28 فبراير – هنري تايلور (مواليد 1885) سبّاح من المملكة المتحدة.

### مارس
- 6 مارس – إيفور نوفيلو (مواليد 1893)

### أبريل
- 6 أبريل – تشارلز سيدني سميث (مواليد 1876) سبّاح من المملكة المتحدة.
- 6 أبريل – روبرت بروم (مواليد 1866)
- 7 أبريل – فريدريك هاملين (مواليد 1881) درّاج طريق من المملكة المتحدة.
- 14 أبريل – إرنست بفين (مواليد 1881)
- 23 أبريل – آلبرت روسكين كوك (مواليد 1870) طبيب من المملكة المتحدة.

### يونيو
- 10 يونيو – جورج غافان دافي (مواليد 1882)
- 23 يونيو – فيكتور جونسون (مواليد 1883) درّاج طريق من المملكة المتحدة.
- 29 يونيو – جون أوليف (مواليد 1908)

### سبتمبر
- 19 سبتمبر – إدوين شيل (مواليد 1872) عالم نبات أسترالي.

### أكتوبر
- 25 أكتوبر – أميلي أميرة أورليان (مواليد 1865) ملكة البرتغال قرينة.

### ديسمبر
- 16 ديسمبر – توماس داوسن (مواليد 1889)
- 29 ديسمبر – فيكتور سميث (مواليد 1878) لاعب كرة قدم إنجليزي.